# Badi' az-Zaman al-Hamadhani

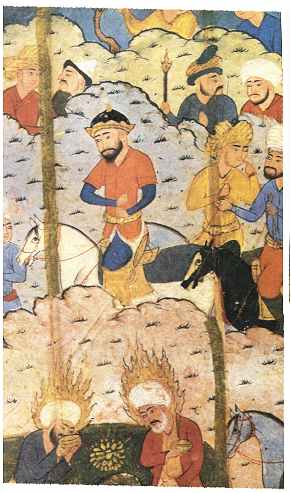
al-Hamadhani

Badi' az-Zaman al-Hamadhani, auch kurz al-Hamadhani genannt (arabisch بديع الزمان الهمذاني, DMG Badīʿ az-Zamān al-Hamaḏānī; geb. 968; gest. 1007), war ein arabisch schreibender Dichter, der im 11. Jahrhundert den Nahen und Mittleren Osten sowie die Landschaften, die im weitesten Sinn zu Mittelasien zählen, durchstreifte. Eigentlich kommt er aus dem nördlichen Irak, wanderte aber auch durch die Gegenden Chorasans und ging bis hin nach Nischapur. Er ließ sich in Herat nieder, wo er auch heiratete. Er verfasste Novellen oder Erzählungen in arabischer Reimprosa (Maqamat), die das Leben auf den Straßen, am Hofe und auf dem Lande beschrieben.
Wie kaum ein anderer erfasste er meisterlich die Ambivalenz zwischen der damaligen elitären Romantik vom Leben auf der Straße und der Missbilligung des Volkstreibens durch die kulturelle Elite. Er konstruierte in seinen literarischen Miniaturen ein erzählendes Subjekt - Ibn Hischam - und einen agierenden Protagonisten - Abu l-Fath al-Iskandari. Ibn Hischam repräsentiert die kulturelle Elite, den Schöngeist, der dann und wann Zerstreuung auf der Straße sucht. Abu l-Fath ist Bettler, Gauner, Schauspieler und Affenführer. Er sucht sich die Nischen des fahrenden Volks („Banu Sassan“) und macht sein Glück durch allerlei Spiel. Ein enger Nachahmer des Werks von al-Hamadhani war der Dichter al-Hariri aus Basra.
Der Dichter und Orientalist Eduard Amthor, der uns recht schnörkelige Nachdichtungen hinterlassen hat, sieht al-Hamadhani gar selbst als Abu l-Fath. Er habe in seinem Werk eigene Lebenserfahrungen verarbeitet.
Im islamischen Mittelalter gab es noch keine lebenslange Spezialisierung auf eine der genannten Tätigkeiten. Man bediente sich situativ der Handwerke und Künste. In den Augen der Elite blieben diese Tätigkeiten den Leuten der Straße, dem „Bodensatz der Gesellschaft“, vorbehalten. Abu l-Fath spricht dagegen an und bleibt letztendlich in jeder Novelle Sieger.